# Eupithecia conceptata
Eupithecia conceptata är en fjärilsart som beskrevs av Richard F. Pearsall 1909. Eupithecia conceptata ingår i släktet Eupithecia och familjen mätare. Inga underarter finns listade i Catalogue of Life.